# Щетинистый короткоусый слоник
Щетинистый короткоусый слоник (лат. Polydrusus piliferus) — вид долгоносиков-скосарей из подсемейства Entiminae.

## Описание
Жук длиной 4-6 мм. На верхней части тела чешуйки серые или слегка бронзовые, надкрылья с явственными голыми точками. Плечи надкрылий резко выступающие, шов спереди слабо выпуклый, наибольшая выпуклость находится позади середины, бока более или менее параллельные.

## Экология
Жук населяет степи. Вредит розоцветным (Rosales), объедая их почки и прививки.